# 독일-미국 관계

이 문서에서는 독일과 미국의 관계(약칭 미독관계)에 대한 내용을 다룬다. 미국은 독일 제국, 바이마르 공화국, 나치 독일, 서독과 동독, 그리고 오늘날의 독일연방공화국까지 대략 200년 정도의 관계를 이어가고 있다.오늘날 미국은 독일 연방국의 가장 가까운 동맹국이다.

## 독일인들의 미국으로의 이주
삼백년이 넘도록 미국 이주자들의 대부분이 독일로부터의 이주였다. 이들은 주로 북부와 중부 미국에서 거주한다. 독일계 미국인들은 미국의 정치에 영향을 주는 단체가 되었다. 도널드 트럼프 대통령도 독일계 미국인이다.

### 1688-1848
1749년에서 1754년까지 대략 37,000명의 독일인들이 북아메리카로 이동하였고, 이 이동이 가장 큰 이동 중 하나에 해당된다.

### 1848-1914
1848년 6백만 명의 독일인들이 미국으로 이동해서 시카고, 디트로이트, 뉴욕에 정착했다. 1848년 독일의 혁명이 실패하면서 미국으로의 이주가 가속화되었다. 이 때 혁명 후 남겨진 독일인들을 Forty-Eighters라고 불리었다. 혁명과 제1차 세계대전 사이에 백만 명 이상의 독일인들이 미국에 정착했다. 이주하는 독일인들은 비좁은 배에서 고난을 겪었는데, 독일에서 미국까지 평균적으로 6개월이 걸리기 때문에 그 동안 많은 사람들이 죽었다.
1890년까지 클리블랜드, 밀워키, 호보켄, 신시내티의 인구의 40퍼센트 이상이 독일에서 온 사람이었다. 독일인들의 관습은 미국 사회와 문화의 강한 요소가 되었다.
독일계 미국인들의 정치적인 참여는 노동력 이동과 관련되어 있다. 미국에 있는 독일인들은 미국에서의 노동력 이동에 큰 영향을 끼쳤는데, 새로이 생성된 노동조합은 독일인의 직업 환경을 개선했다.

### 1914년 이후
제2차 세계대전 중 애국주의와 반독일 감정이 합쳐져 대부분의 독일계 미국인들은 그들의 이전 유대관계를 끊고 주된 미국 문화에 동화되었다. 나치 독일 시절에는 유대인과 다른 독일계 정치적 망명자들이 미국으로 망명 및 이주했다. 대표적인 인물이 바로 알베르트 아인슈타인이다. 오늘날 독일계 미국인들은 미국에서 캘리포니아주와 펜실베이니아주에 많이 거주하고 있다.

## 두 차례의 전쟁
두 국가는 제1차 세계 대전과 제2차 세계 대전에서 모두 적으로 만나서 전투를 벌였다. 특히 2차대전 이후 미국은 연합국의 일원으로 활동하며, 독일 분단과 서베를린 점령을 이끌어냈다. 독일의 재통일 이후에도 긴밀한 관계를 이어가는 중이다. 이러한 두 차례의 전쟁은 양국의 문화와 사회에서도 큰 영향을 끼쳤으며, 미국 영화에서 자주 등장하는 주제가 바로 2차 대전이다.

## 양자 협력
두 국가는 중요한 우방국이며 국방, 경제 분야에서 활발하게 협력 중이다. 국방 분야에서 두 국가는 매우 중요한 관계를 갖는다. 북대서양 조약 기구 회원국으로 합동 군사 훈련을 정기적으로 하고 있으며, 미국은 독일에 람슈타인 공군기지 등 다양한 주둔 기지를 갖고 있으며, 미국 유럽-아프리카 육군 사령부를 독일에 두고 있다. 미군과 독일 연방방위군은 다양한 연합 훈련을 개최하며, 독일 연방군 우수군인 휘장 등 자체 훈련에 대하여 상호 간 병력을 파견하고 있다. 경제 분야에 있어서 양국은 투자와 무역, 그리고 노동 시장에 있어서 유의미한 이득을 상호 간 이뤄내고 있다.

## 같이 보기
- 독일의 대외 관계
- 미국의 대외 관계
- 독일계 미국인